# Chesil Beach

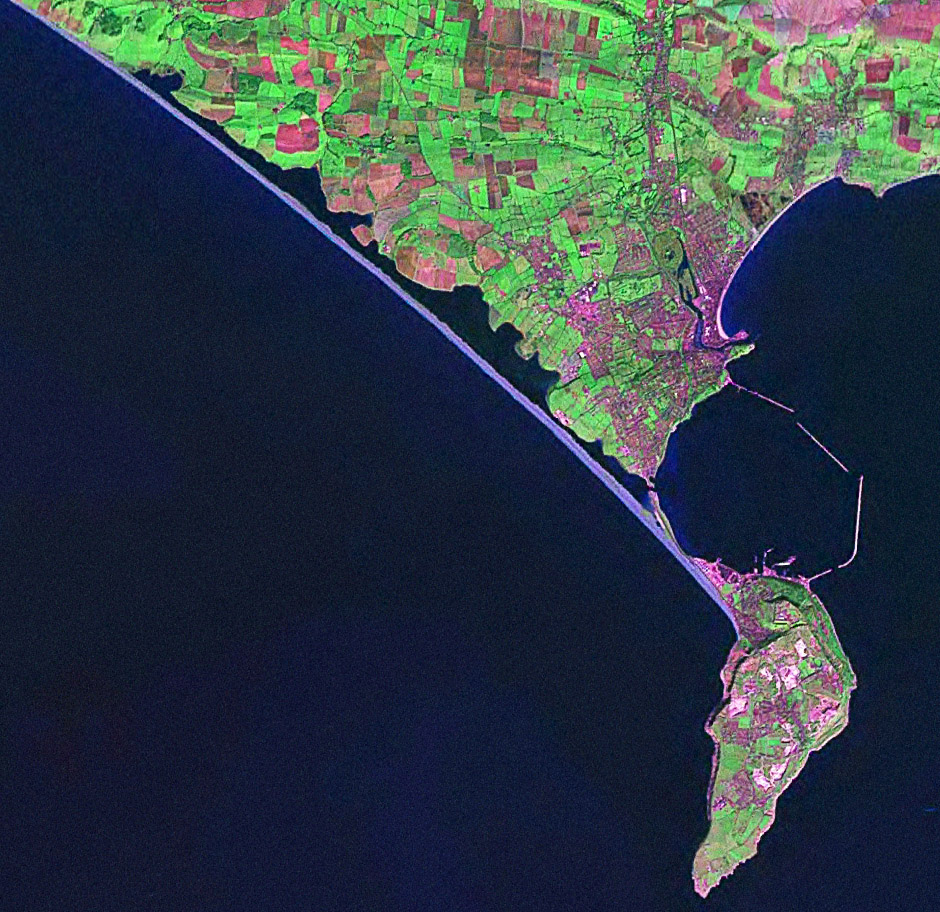
Satellitenbild von Chesil Beach (die blaue Linie, die diagonal von Nord-West nach Süd-Ost verläuft) zwischen Abbotsbury und der Isle of Portland.

Chesil Beach (gelegentlich auch Chesil Bank) ist eine Küstenformation in Dorset, England. Die Formation erstreckt sich über 29 km von West Bay (früher Bridport Harbour) bis nach Chiswell auf der Isle of Portland. Sie verbindet dabei die Isle of Portland mit dem Festland bei Weymouth. Die Formation ist 200 m breit und 15 m hoch und schützt die Orte Weymouth und Chiswell gegen die Hauptwind und -wellenrichtung. Von West Bay bis in die Nähe von Abbotsbury verläuft die Chesil Beach an den Klippen, dann trennt Chesil Beach eine mit Brackwasser gefüllte Lagune ab, genannt „The Fleet“. Chesil Beach und The Fleet sind Teil der Jurassic Coast und damit ebenfalls UNESCO-Weltnaturerbe.

## Geschichte
Chesil Beach ist ganz mit Kies bedeckt und von  daher leitet sich auch der Name aus dem altenglischen ceoseol oder cisel her, das so viel wie Kies bedeutet. Die Größe der Steine ist über die gesamte Formation unterschiedlich. Bei West Bay sind die Steine nur etwa erbsengroß, während sie bei der Isle of Portland die Größe einer Orange erreichen.
Es ist viel über die Entstehung der Formation gestritten worden und die Tatsache, dass sie mit Kies bedeckt ist, führt dazu, dass sie als Tombolo gesehen wird. Die Steine wären demnach von Kiesablagerungen entweder bei Budleigh Salterton oder der Isle of Portland gekommen. Geomorphologische Untersuchungen haben 2009 jedoch eine andere Erklärung für die Entstehung und Struktur der Formation gefunden. Eine vor 125.000 Jahren einsetzende Eiszeit führte demnach zu einem Sinken des Meeresspiegels, der bis dahin etwa auf dem heutigen Niveau lag. Die damals bereits bestehende Erosion der Küste wurde nun nicht mehr vom Meer abgetragen, sondern häufte sich an. Als nach etwa 100.000 Jahren der Meeresspiegel wieder stieg, weil das Eis zurückging, hatte sich eine große Barriere von Geröll abgelagert, die mittlerweile auch bewachsen war, das Wasser konnte diese Aufschüttung nun nur noch sehr langsam abtragen und verteilen, was die heutige Charakteristik der Formation erklärt, die für einen klassischen Tombolo zu gerade entlang der Küste verläuft.

## Chesil Beach im Zweiten Weltkrieg
Die dünne Besiedlung des umgebenden Gebietes und die Nähe zur Marinebasis im Portland Harbour machten Chesil Beach zu einem idealen militärischen Übungsgelände während des Zweiten Weltkrieges. In der Fleet Lagune wurden Bomben für die Operation Chastise getestet, in der Staudämme in Deutschland zerstört wurden.

## Galerie

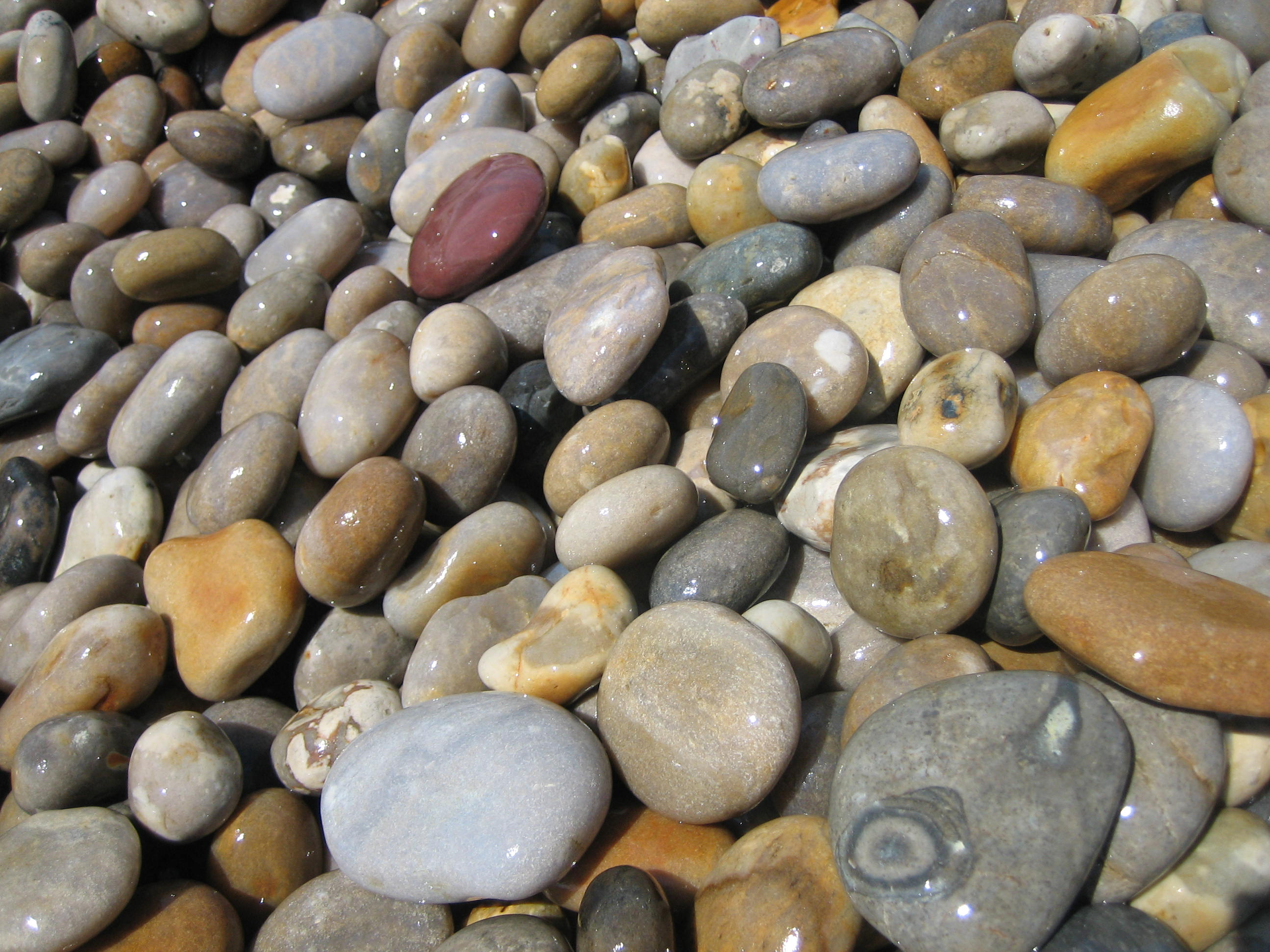
Kiesel auf Chesil Beach bei Chesil Cove
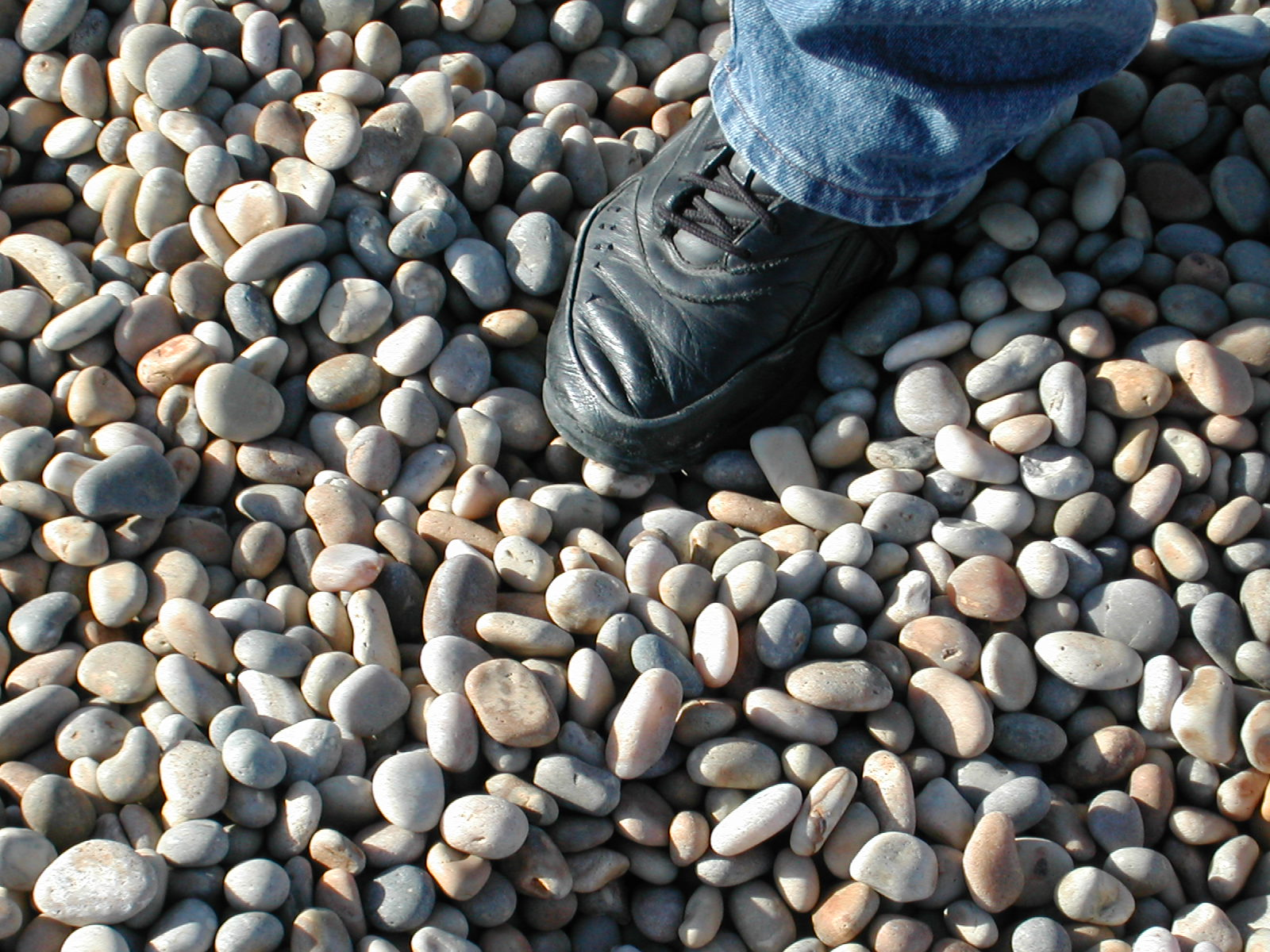
Ein Schuh als Größenvergleich für den Kies an der Isle of Portland